# Clase Tone
Clase Tone: Fue una clase de cruceros pesados de la Armada Imperial Japonesa, cuyos miembros fueron solo dos unidades: El Tone y el Chikuma. Sus aviones de exploración tuvieron papeles cruciales en el señalamiento de fuerzas enemigas en muchos escenarios de importantes acciones en el frente del Pacífico.

## Concepto de diseño

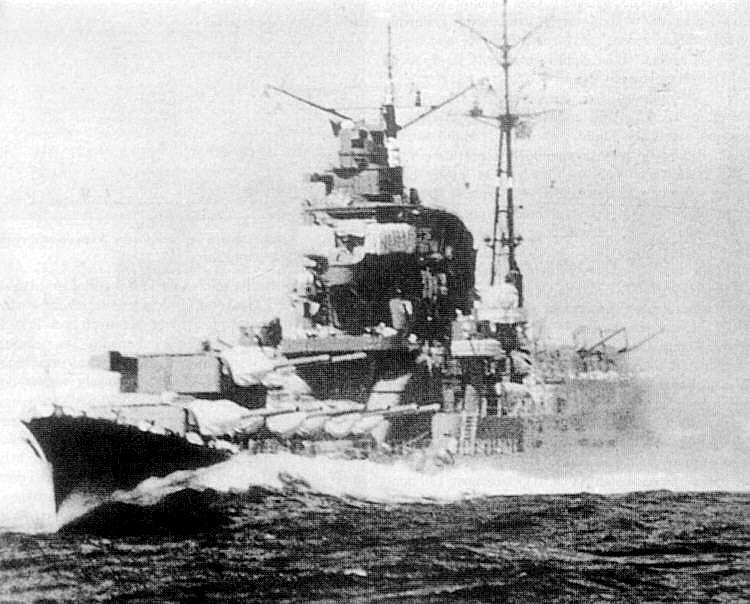
Crucero pesado Chikuma

Estos cruceros fueron una evolución de los cruceros pesados clase Mogami, con las mejoras incorporadas de la clase de la que derivaban estos navíos se diferenciaban de la anterior por llevar cuatro torretas de artillería de 203 mm en la línea de crujía en el castillo de proa. Otra de las diferencias con la clase precedente, era que sólo poseían un único timón compensado en la línea de crujía.
Como sucedió en la clase Mogami, su blindaje horizontal era insuficiente ante un ataque de bombarderos en picado. Tenía una característica arrufadura a proa para mantener lo más seca posible la cubierta en mar picado. Al igual que su clase anterior, eran de reducto central, de construcción robusta, fuertemente dotados de artillería antiaérea. 

Poseía en el castillo de popa un sistema de railes y rampa de aviones que permitía subir aviones de exploración y adicionalmente llevar aviones extras para estos fines en la misma popa, en total transportaban 6 unidades, 4 Nakajima E8N y 2 Aichi E13A2.
La diferencia entre ambas unidades eran mínimas y solo eran diferenciables en el perfil de la torre de mando.
Se usaron principalmente como avanzada de exploración y reconocimiento aéreo y sus aviones jugaron papeles cruciales en el señalamiento de fuerzas enemigas en muchos escenarios de importantes batallas, especialmente en la batalla de Midway.
En 1942, se proyectó la clase Ibuki que debía ser una evolución de la clase Tone, pero para 1943 el diseño con toda la artillería en la plataforma de proa se consideró poco eficiente respecto de la remodelada clase Mogami y el único casco construido en un 80% fue destinado para convertirse en un portaviones ligero en agosto de ese año.

## Historial
- El crucero Tone (利根) resultó hundido en julio de 1945 en la bahía de Hiroshima, junto al Hyūga. Fue desguazado en 1948.
- El crucero Chikuma (筑摩), es hundido el 25 de octubre de 1944, por un ataque de torpedos en la batalla del Golfo de Leyte.

Los sobrevivientes del Chikuma son rescatados por el destructor Nowaki, quienes sucumbirían todos cuando es interceptado un día más tarde, a 65 millas SSE de Legaspi, Filipinas, por fuerzas americanas y hundido a cañonazos .